# تندلتي
تَنْدَلْتِي: مدينة تقع في ولاية النيل الأبيض بالسودان على ارتفاع 422 متر( 1385 قدم) فوق سطح البحر على بعد 289 كيلومتر (179 ميل) من العاصمة الخرطوم و 88 كيلومتر (54 ميل) من مدينة كوستي. وتعتبر نقطة وصل مهمة بين غرب السودان، خاصة ولايات كردفان ووسط السودان وشرقه.

## معنى التسمية
تَنْدَلْتِي، أي تكومت.. لفظ مشتق من التندل وهو المكان المرتفع أي التل في اللغة العربية لكن لهجات قبائل السودان تستخدم لفظ تندل بمعنى التل أي يعني التكوّم والعلو، خاصة لهجة الفور والدليل على ذلك  أن المكان الذي بني فيه السلطان الفور (عبدالرحمن الرشيد) قصره الذي يعرف بالفاشر كانت اسمه تندلتي وأيضاً توجد مدينة على الحدود السودانية التشادية اسمها تَنْدَلْتِي وايضاً توجد مدينة في شمال السودان بالقرب من الجيلي تسمى تَنْدَلْتِي وربما كانت التسمية تيمناً بتَنْدَلْتِي التي أقام فيها السلطان قصره أو فاشره. تطورت تندلتي في أوائل القرن العشرين عند إنشاء خط السكة الحديدية الذي يمر بالمنطقة عندما اعتمد الإنجليز اسم عليها كمحطة القطار إمتدت الآن المدينة شمالا وشملت الرواشدة وقرى العبيساب وكوفارة (العبيساب الورانية) وقد أصبحتا جزء من الأحياء الشمالية للمدينة، كما توسعت المدينة جنوبا لتشمل قرية بوبنيس المسلمية التي أصبحت جزء من الأحياء الجنوبية، وتمددت المدينة شرقا ولتضم قرية الهبيل إلى أحيائها الشرقية وإن كان العمران لم يصل إلى القرية بعد. وحري بالذكر أن المدينة لم تتوسع غربا لأن الظروف الطبيعية حالت دون ذلك نسبة لوجود مجرى خور أبي حبل الذي يشق المنطقة وقد اندثرت بعض القرى الواقعة غرب المجرى مثل قرية الأعوج.

## المساحة والموقع
تبلغ مساحة محلية تندلتي حوالي 9824 متر مربع، وتقع المدينة بين خطي العرض 14.30 – 12.58 درجة شرق وخطي الطول 31.38– 31.49 درجة، وتحدها من الشمال محلية الدويم ومن الجنوب ولاية جنوب كردفان ومن الغرب ولاية شمال كردفان ومن الشرق محلية كوستي.
جدول يبين المسافة بين تندلتي وبعض البلدات والمدن
| البلدة أو المدينة | المسافة بالكيلومتر | المسافة بالميل |
| ----------------- | ------------------ | -------------- |
| كوستي             | 93                 | 57             |
| الدويم            | 119                | 74             |
| الأبيض            | 179                | 111            |
| سنار              | 263                | 163            |
| الخرطوم           | 400                |                |
| أم روابة          | 71                 | 44             |
| الدامر            | 553                | 366            |
| سنجة              | 224                | 139            |
| بورتسودان         | 927                | 576            |
| ملكال             | 385                | 239            |

## طوبغرافيا المدينة
تقع تندلتي على سهل يتميز بتربة رملية طينية، تتخلله ثلاث خيران (أودية موسمية) وهي:
- خور المقينص وينحدر من سهول كردفان
- خور الورل الذي يصل الظليط والرديس
- خور أبو حبل وينحدر من كردفان

وتشكل هذه الخيران الثلاثة إلى جانب مياه الأمطار أهم الموارد المائية لمنطقة تندلتي.

## المناخ
- الشتاء: بارد جاف ويتميز ببرودة الجو ليلاً واعتداله نهاراً، وتتراوح درجة الحرارة فيه ما بين بين 15 و30 درجة مئوية.
- الصيف: حار ممطر رطب متوسط درجة الحرارة الكبرى فيه 45 درجة مئوية والدنيا 24 درجة. ويبدأ هطول الأمطار من شهر أبريل / نيسان، ويستمر حتى أكتوبر / تشرين الثاني والتي يتراوح معدلها ما بين 500 – 600 مليمتر في السنة.

## الإدارة

### العموديات والإدارة الأهلية
تعتبر تندلتي المقر الرئيسي لقبيلة الجمع وحبث توجد نظارة الجمع في قرية أبو ركبة حيث توارثتها أسرة الناظر عساكر وهي من الأسر العريقة بالمنطقة.
كان يتبع لنظارة الجمع عددا من العموديات التي امتدت من الشمال إلى الجنوب لتتولى مهمة بسط الأمن والنظام في المنطقة منذ العهود الاستعمارية في إطار ما كان يعرف بنظام الإدارة الأهلية والذي تم إلغائه من قبل حكومة الرئيس جعفر نميري.
من أهم العموديات بالمنطقة عمودية بني جرار التي توارث رئاستها أسرة العمدة نوباوي والتي ينسب إلى فضل المولي ود نوباوي أحد الشخصيات التي نسب إليها قطع رأس غوردون باشا حاكم عام السودان أثناء الثورة المهدية،
وعمودية الكرتان بمديسيس والتي توارثتها أسرة العمدة حمد النيل،
عمودية الشرك وتوارثت الإدارة فيها أسرة العمدة الناير حسن حسين، بقرية دبرة
وعمودية الجمع بقرية الباح وتولت رئاستها أسرة العمدة المكي،
وعمودية المسعداب برئاسة أسرة العمدة البخاري محمد أحمد والذي خلفه على العمودية ابنه العمدة مالك بقرية المشقة أو حلة مالك.
وعمودية الجمع بقرية جديد والتي توارثتها أسرة العمدة حماد.

### الإدارة المحلية
تندلتي محلية من محليات ولاية النيل الأبيض. وتتكون من وحدتين إداريتين هما:
1. وحدة تندلتي الإدارية وتضم قرى شمال قضيب السكة الحديد والتي تشمل قرى العبيساب والمسعداب وبني جرار وكرتان ومن أبرزها الرواشدة التليبات أم تابة الشوك دبرة مديسيس عبد الرازق أم حسن عد الجم أم زريبة وزقلونا وزنقو والشعطوط وناقوز والقويز

وأم طليحة الدنقلاوية كتراية هبيلا وفري أم فص التبعة لبني جرار وبعض قرى البزعة وأم شكاية وأم كويكية
1. وحدة أبو ركبة الإدارية وتضم قرى جديد وبطران وأم دبيكرات والجمامة والشوافة أزرق ومكة المحطة وتمليكة وشكير وأم دبيكرات والسويقة وقوز خدرة وأبو عنبج كرمل وخيرات.

## النشاط الاقتصادي
يتمثل النشاط الاقتصادي الرئيسي للسكان في تندلتي من القطاعات التالية:

### الزراعة
وتشمل الزراعة المطرية التقليدية، ومساحتها حوالي 600,000 فدان، والزراعة المطرية الآلية التي تعتمد على استخدام الآلة في عمليات الإنتاج المختلفة وتقدر مساحتها 150,000 فدان.
أهم المحاصيل هي: السمسم وهو المحصول الرئيسي تليه الذرة والفول السوداني والدخن والكركديه والبطيخ واللوبياء.
جدول يوضح أسعار المحاصيل في سوق تندلتي في عام 2008 م
| المصول | الصنف   | السعر بالجنيه السوداني |
| ------ | ------- | ---------------------- |
| السمسم | الأبيض  | 250 للقنطار الواحد     |
| السمسم | الأحمر  | 250 للقنطار الواحد     |
| السمسم | مريود   | 250 للقنطار الواحد     |
| الذرة  | فتريتة  | 600 للطن الواحد        |
| الذرة  | ود أحمد | 600 للطن الواحد        |
| الذرة  | طابت    | 1250 للطن الواحد       |
| القمح  | --      | 1100 للطن الواحد       |
| الدخن  | --      | 1500 للطن الواحد       |

### الرعي
يمارس السكان الرعي التقليدي، ولتفادي التداخل بين النشاط الزراعي والرعي تم تخصيص مسارين (ممرات نحو المراعي) لرعي الماشية وهي:
1. مسار أبو ركبة-ود دكونة
2. مسار تندلتي -المقينص

جدول يبين تعداد الثروة الحيوانية بتندلتي
| النوع   | العدد بالرأس | النسبة بالمائة من إنتاج الولاية |
| ------- | ------------ | ------------------------------- |
| الضأن   | 602,675      | 20                              |
| الأبقار | 514,575      | 11.7                            |
| الماعز  | 117,055      | 7                               |
| الإبل   | 10,813       | 35                              |

### القطاع الصناعي
تعتبر المدينة من المناطق المهمة جدا في صناعة الزيوت النباتية وقد كان القدح المعلي للشركة السودانية للزيوت وهي شركة قامت بين عبد الله محجوب وعبد الباقي البشير وشركة زيوت أرتولي والتي أسسها محمد البشير أرتولي.
وكان هنالك عدد من مصانع الزيوت الصغيرة أو ما يسمى بالعصارت أو تامعاصر مثل معاصر الدسوقي وهي أسسها الحاج محمد الحسن الدسوقي، معاصر ود البدري والتي أسسها الأخوان أحمد والحسن البدري.
أيضا هنالك شركات تقشير الفول السوداني ومن أهمها شركات إبراهيم مالك، عثمان صالح، عبد الكريم صديق، بشير إبراهيم السيد.
توجد في تندلتي صناعة خفيفة مرتبطة بالإنتاج الزراعي وتتمثل في قشارات الفول ومعاصر الزيوت وعددها ستة مصانع إلى جانب مصنعان للثلج ومصنع واحد للحلويات وهو مصنع أولاد بشير إبراهيم السيد، وورش لصيانة الآلات والمركبات.
كما كانت هنالك بعض المحاولات الجادة لتصنيع الأجبان مثل ما قام به علي عثمان وإبنه أزهري بقرية الباح وإسماعيل عثمان بقرية دبرة.

### الأسواق
- الأسواق الريفية التي يعتمد السكان على ما تنتجه من سلع وهي أسوق أسبوعية في معظمها منها: أسواق كرمل، ورجل زغاوة، وأبو عنبج، وأم دبيكرات، وأبو ركبة، وسليمة، ودبرة مديسيس، وأم زريبة الزريقة، وأم عش.
- السوق المركزية وتمتد جنوب السكة الحديد وحتى الجامع الكبير إضافة إلى سوق الجمعة وهو سوق إسبوعي تقام عليه مراسم المولد النبوي.
- سوق المحصول، وتتوافر فيه أجهزة حديثة كالميزان الإلكتروني.
- سوق الماشية وهو من الأسواق المهمة حيث يغذي أسواق أخرى مثل أسواق كوستي وأم درمان.

### النقل والمواصلات

#### السكة الحديد
يمر عبر تندلتي خط السكة الحديد الذي يصل بين كوستي و نيالا

#### الطرق البرية
هناك طريق ممهد يربطها بمناطق غرب السودان في الغرب وبقية مناطق السودان والخرطوم عبر الدويم وكوستي وسنار، إلى جانب عدة طرق أخرى موسمية تربطها بالمناطق المحيطة بها .

#### الاتصالات
توجد بالمدينة خدمات الاتصال الثابت والسيار.

### قطاع الخدمات
ويشمل القطاع المصرفي الذي يضم فروع لكل من:
- بنك الخرطوم
- بنك النيلين للتنمية الصناعية
- البنك الزراعي السوداني

## القطاع الصحي

#### صحة الإنسان
يوجد مستشفى عام واحد هو مستشفى تندلتي ومستوصف طبي و 20 عيادة و 22 وحدة طبية .

#### صحة الحيوان
يوجد مستشفى بيطري وعيادة بيطرية، إضافة إلى خدمات صحة الحيوان ومكافحة أوئبة الحيوان ويشمل ذلك تطعيم الحيوان والعيادات المتنقلة مع الرحل.

## التعليم والثقافة
توجد كلية جامعية واحدة ومعهداً مهنياً واحداً، وعدة مدارس على مختلف المراحل: الثانوية (12 مدرسة) والأساس ( 95 مدرسة)، ورياض الأطفال ( 45 روضة)، إلى جانب الخلاوي والمدارس القرآنية وعددها (7 خلوة) وقد أسست الخلاوي بهذه المنطقة منذ زمن بعيد حيث تولى مشايخ الطرق الصوفية تدريس القرآن في شتى المناطق وعلى سبيل المثال في منطقة المسعداب شمال تندلتي تولى الشيخ المنا أبو البتول وأحفاده تدريس القرآن في قرية أم تابة وعلى رأسهم الشيخ خالد والشيخ المنصور وأبنائهم.
أما قرية التليبات فقد تولى فيها الفكي محمد ود حسان تدريس القرآن وكتابة المصحف الشريف بخط يده وقد كان على درجة عالية من إتقان كتابة المصحف الشريف وقد تبعه أبناؤه الحاج حماد محمد حسان والفكي يوسف محمد حسان بتدريس القرآن وأسس الفكي يوسف محمد حسان أول خلوة تابعة لمعهد بخت الرضاء بقرية التليبات. وتبعه عدد من أحفاده في تدريس القرآن بكل من التليبات وتندلتي حيث قام الفكي الزين محمد حسان بتأسيس خلوة بمنزله بحي العمدة لتدريس القرآن الكريم. ومن أشهر الخلاوي بمدينة تندلتي خلوة الفكي محمد نور وكانت واحدة من أكبر الخلاوي بالمدينة وقد درس على يده عددا كبيرا من أبناء المدينة.
وكذلك منة القرى التي اشتهرت بخلاوي القرآن وقرية دبة القرع شمال تندلتي وقرية كرمل جنوب تندلتي.
أما فيما يتعلق بالمدارس الحكومية فقد كانت تشمل عددا من مدارس صغرى تدرس حتى الصف الثالث.

## الرياضة
يوجد اتحاد فرعي لكرة القدم يضم حوالي 20 نادياً رياضياً منها:
- الهلال
- المريخ
- الشباب
- الأهلي
- الزهرة
- المستقبل
- المنارة
- الرابطة
- الريال

## دور العبادة
يبلغ عدد المساجد بالمدينة حوالي 115 مسجداً، وهناك 6 زوايا للطرق الصوفية المختلفة وكنيسة واحدة.

## السكان
يبلغ عدد سكان محلية تندلتي حوالى 142,530 نسمة، ويمثل هذا العدد حوالي 9 بالمائة من إجمالي سكان ولاية النيل الأبيض، منهم حوالي 108,143 يقطنون في وحدة تندلتي الإدارية والباقي 190,904 نسمة في وحدة أبو ركبة.

## الأحياء السكنية في تندلتي
كانت مدينة تندلتي قبل التوسع الحالي تعرف بأحياء صغيرة ويسمى الحي وقتها بحلة أو فريق ومنها:-
حي السوق حلة قدام حلة وراء القشارات حلة حمد أمداسا
حلة التينة الفويلة وحلة فلاته. الدريسة الدلنج وكل المدينة إلى وقت قريب تقع جنوب خط السكة الحديد.
| - حي الجهاد - حي السلام - حي البلك - حي الدلنجي - حي المستشفى - حي الفويلة - حي السوق - السمطة - القشارات - حي الأمراء - الوحدة | - بير المجلس الجلابة - أم حجر - الوفاق الصحوة - العمدة - الرياض - الثورة - التضامن - الشجرة - النصر - الامتداد - الخزان | - القبة - القادسية - المسالمة - أم دوم - المسالمة - الأندلس - القدس - الهبيل - بوبنيس - العبيساب - وداي النيل - الشاطئ - المنارة |

.

## أعلام تندلتي ومشاهيرها
ينسب إلى المدينة عدداً كبيراً من المشاهير بالسودان من بينهم علماء دين شعراء وعلماء وإعلاميين.
- الشيخ العالم عبد الرحيم حسن الفيل مؤسس الطريقة السمانية في المنطقة وهو من علماء الصوفية.
- الشيخ خالد الشيخ منا اسماعيل أبو البتول واحفاده الزبير وطلحة قرية أم تابة
- الشاعر محمد عثمان بن رجاء وهو أحد مؤسسي جمعية اللواء الأبيض
- الشاعر حسين سليمان أدر
- الشيخ المنا أبو البتول وهو من أعيان المنطقة البارزين إبان حكم المهدية
- القاضي هنري رياض
- عمر الجزلي الإعلامي بتلفزيون السودن
- عصام الدين أحمد البشير وزير أوقاف سابق
- أحمد عبد الله حنقة، مستشار إعلامي بوزارة الإعلام والاتصالات السودانية
- محمد عبد القادر أبو قايدة، عضو البرلمان السوداني للعام 1964_ 1968م ممثلاً الحزب الإتحادي الديمقراطي عن دائرة كوستي الجنوبية الغربية.